# Protofascismo
Protofascismo refere-se às ideologias e movimentos culturais predecessores diretos que influenciaram e formaram a base do fascismo. Uma figura protofascista proeminente é Gabriele D'Annunzio, o nacionalista italiano cuja política influenciou Benito Mussolini e o fascismo italiano. Movimentos políticos protofascistas incluem a Associação Nacionalista Italiana (Associazione Nazionalista Italiana, ANI), a Associação Nacional Alemã de Empregados Comerciais (Deutschnationaler Handlungsgehilfen-Verband, DHV) e o Partido Popular Nacional Alemão ( Deutschnationale Volkspartei, DNVP).
Outras pessoas que foram rotuladas como protofascistas porque compartilharam uma base ideológica com o fascismo incluem:
- Joseph de Maistre (1753–1821)[3]
- Thomas Carlyle (1795–1881)[4]
- Paul de Lagarde (1827–1891)[3]
- Georges Boulanger (1837–1891)[5]
- Georges Sorel (1847–1922)[3]
- Gabriele d'Annunzio (1863–1938)[3]
- Charles Maurras (1868–1952)[3]
- Ion Dragoumis (1878 – 1920)[6][7]
- Patrick Pearse (1879–1916)[8]
- Edgar Julius Jung (1894–1934)[carece de fontes?]
- D. H. Lawrence (1885-1930) – o filósofo inglês Bertrand Russell caracterizou Lawrence como um "fascista protoalemão".[9] Essa caracterização é útil como ponto de demarcação entre fascismo e protofascismo. O fascismo tem a uniformidade totalitária como seu paradigma, mas Russell está se referindo a Lawrence como um "profeta inconformista" lutando com a alienação individual, procurando a identidade compartilhada de sangue e solo ancestral para uma reconexão, ou seja, uma evolução do movimento Völkisch alemão do século XIX.[10][11]
- Giuseppe Mazzini (1805–1872) – o famoso patriota genovês influenciou fortemente o fascismo italiano, especialmente em seus primeiros anos. Em particular, o fascismo herdou de Mazzini o irredentismo fervoroso, o conceito de colaboração de classes, a vocação pedagógica e o espírito de solidariedade. O próprio Mussolini era um grande admirador de Mazzini, e muitos expoentes fascistas como Italo Balbo, Giovanni Gentile, Giuseppe Bottai e Dino Grandi eram mazzinianos.[12]
- Giuseppe Garibaldi (1807–1882) – o célebre Herói Nacional Italiano foi constantemente elogiado pelo fascismo italiano, que viu no Herói dos Dois Mundos (Garibaldi) o patriota italiano por excelência. A figura de Garibaldi era popular principalmente no campo militar e elogiada pelos feitos heroicos realizados, seu espírito voluntarista e revolucionário, o vínculo com sua pátria e a estreita ligação com a classe trabalhadora. Os camisas-negras (MVSN) se consideravam herdeiros dignos dos camisas-vermelhas de Garibaldi e o mesmo epíteto "Duce" dado a Mussolini durante o regime fascista foi usado pelos camisas-vermelhas em referência ao seu líder Garibaldi.[carece de fontes?]
- Francisco Crispi (1818–1901) – O conhecido estadista siciliano foi admirado pelo ditador Mussolini e considerado por muitos estudiosos como um precursor do regime fascista italiano devido às suas políticas autoritárias, ao caráter nacionalista, à reputação de homem forte e à política colonial agressiva implementada durante seu governo.[13][14]
- Rudolf Steiner (1861–1925)[15]